# Beatrix von Storch
Beatrix Amelie Ehrengard Eilika von Storch (ur. 27 maja 1971 w Lubece) – niemiecka polityk, prawniczka i lobbystka, działaczka Alternatywy dla Niemiec (AfD), posłanka do Parlamentu Europejskiego VIII kadencji, deputowana do Bundestagu.

## Życiorys
Kształciła się w zawodzie bankowca w hamburskim banku Vereins- und Westbank. Studiowała następnie prawo na uniwersytetach w Heidelbergu i Lozannie. Po zdaniu egzaminów zawodowych podjęła praktykę w zawodzie adwokata, specjalizując się w prawie upadłościowym.
Była organizatorką różnych organizacji i inicjatyw lobbingowych, angażowała się m.in. w działania na rzecz uznania za bezprawną komunistycznej reformy rolnej przeprowadzonej w NRD. W późniejszych latach stała się publicznym krytykiem polityki instytucji europejskich wobec kryzysu w strefie euro. Stworzona i kierowana przez nią sieć Zivile Koalition e.V. stała się jedną z najbardziej wpływowych konserwatywnych grup w kraju.
Była związana z Wolną Partią Demokratyczną. W 2013 wsparła nowo powstałą Alternatywę dla Niemiec, kandydując z jej listy w wyborach do Bundestagu.
W 2014 z ramienia AfD uzyskała mandat eurodeputowanej VIII kadencji. W wyborach w 2017 została natomiast wybrana w skład Bundestagu. Objęła funkcję wiceprzewodniczącej frakcji deputowanych AfD. Z powodzeniem ubiegała się o poselską reelekcję w 2021 i 2025.

## Życie prywatne
Beatrix von Storch pochodzi z rodu Oldenburgów, jej dziadkiem był Johann Ludwig Graf Schwerin von Krosigk, minister oraz ostatni przewodniczący rządu III Rzeszy. W 2010 zawarła związek małżeński ze Svenem von Storch.